# Norbert Ryska
Norbert Ryska (* 9. August 1948 in Hau) ist ein deutscher Mathematiker und Museumsleiter. Ryska  war von 1976 bis 1992 als Mitarbeiter der Nixdorf Computer AG im F&E-Bereich tätig. Bis 1996 als Geschäftsführer und Projektleiter im Auftrag der Nixdorf Stiftungen wesentlich mit der Errichtung des Heinz Nixdorf MuseumsForum (HNF) beauftragt. Von 1996 bis 2013 war Ryska  als Geschäftsführer für die Bereiche Museum und Technik des HNF tätig.

## Leben

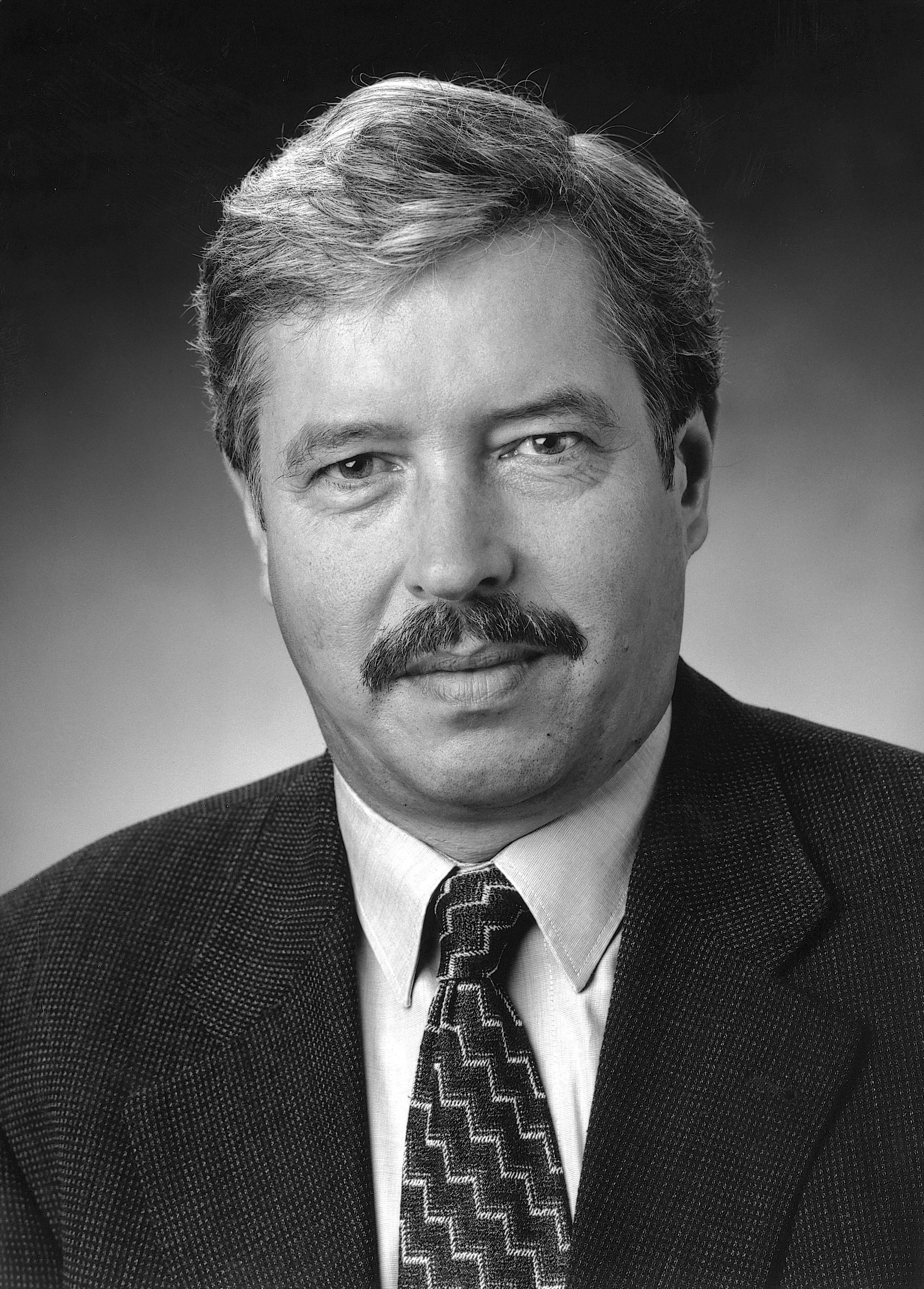
Norbert Ryska 1998

Norbert Ryska wurde 1948 als Sohn des Technikers und Betriebsingenieurs Ferdinand Ryska in Hau am Niederrhein geboren. Er besuchte das Gymnasium in Kleve. Nach dem Abitur 1967 absolvierte er den Wehrdienst u. a. in der Kommunikationszentrale des 1. Korps der Bundeswehr in Münster. Hier lernte er den Umgang mit Chiffriertechnik kennen. Im Wintersemester 1968/69 studierte Ryska Anglistik und Romanistik in Münster und setzte sein Philologiestudium vom Sommer 1969 für drei weitere Semester in Bonn fort. Von Wintersemester 1970/71 an studierte er Mathematik und Informatik. Zu seinen Professoren zählte der Mathematiker Friedrich Hirzebruch. Im Sommer 1976 erhielt Ryska das Diplom in Mathematik. Während des Studiums hatte er Nebentätigkeiten für Inter Nationes, den Deutschen Bundestag und die Nachrichtenagentur Reuters.
Am 1. November 1976 trat Norbert Ryska in den Dienst der Nixdorf Computer AG (NCAG) in Paderborn. Seine wichtigste Arbeit war in der Folgezeit ein Sicherheitssystem für Geldautomaten. Dabei orientierte er sich an dem Data Encryption Standard DES der IBM. Danach war er im NCAG-Bereich Forschung und Entwicklung für die Koordination von nationalen und europäischen Förderprojekten zuständig und betreute die Öffentlichkeitsarbeit.
Nach der Fusion der NCAG mit dem Bereich Daten- und Informationstechnik der Siemens AG zur Siemens Nixdorf Informationssysteme AG (SNI) am 1. Oktober 1990 betreute Ryska in der SNI weiterhin Förderprojekte. Vom 1. April 1992 an arbeitete er für das Projekt eines Computermuseums. Die vom 1986 verstorbenen Heinz Nixdorf gegründete Stiftung Westfalen berief Norbert Ryska 1992 in das Projektteam für ein Computermuseum. Am 1. April 1993 wurde er Geschäftsführer der gemeinnützigen Forum für Informationstechnik GmbH.
Mit dem Ausstellungsgestalter Ludwig Thürmer und dem Architekten Gerhard Diel vollzog Ryska die Umwandlung der NCAG-Zentrale in das Heinz Nixdorf MuseumsForum. Er leitete das Team, das Exponate auswählte und Texte, Bilder und Filme erstellte. Bei der Eröffnung am 24. Oktober 1996 war er neben Theodor Rode einer der beiden Geschäftsführer und für die Dauerausstellung, die Medien-Abteilung und die Haustechnik zuständig. Von 1997 bis 2017 war sein Mit-Geschäftsführer Kurt Beiersdörfer für Marketing, Veranstaltungen und Museumspädagogik sowie für mehrere Sonderausstellungen verantwortlich.
Zusammen mit Wolfgang Back (WDR) realisierte Norbert Ryska 1998, 1999 und 2001 drei WDR-ComputerNächte im HNF. 2001 schuf Ryska einen Bereich zur Geschichte der Kryptologie; 2004 legte er ein Kryptologie-Archiv an. 2002 initiierte er die Multimedia-Präsentation „Wall of Fame“, die 2004 fertig war. Im gleichen Jahr konnte Ryska den Nixdorf Stiftungsvorstand für sein Konzept einer umfangreichen Erweiterung und Aktualisierung der Dauerausstellung u. a. um die Bereiche „Interfaces-Kommunikation mit der Maschine“, „Künstliche Intelligenz und Robotik“, „Mobile Kommunikation“, „Digitale Welt“, „Showroom - Technik von morgen“ gewinnen und diese realisieren. 2007 beteiligten sich Ryska und das HNF am Cipher Event des Computermuseums Bletchley Park. Im gleichen Jahr erstellte er eine Ausstellung zur Software und Informatik. An Sonderausstellungen organisierte er zwischen 2008 und 2012 “Zahlen, bitte!” zur Mathematik, “Codes und Clowns” zu Claude Shannon und “Genial & Geheim” über Alan Turing. Der 30. August 2013 war Ryskas letzter Arbeitstag im HNF. Danach befasste er sich mit privaten historischen Forschungen.

## Gründungsinitiator und Promotor des Computermuseums HNF
Der Gründungsprozess der von den Nixdorf-Stiftungen (1992) initiierten Entwicklung eines „Computermuseums“, das die Sammlung und die Produktgeschichte der Nixdorf Computer AG umfassen sollte (1992–1996) wurde maßgeblich von Norbert Ryska moderiert. In Kooperation und Konsultation mit über 100 Experten und Expertinnen (aus Wissenschaft, Technik, Bildung, Design und Politik, u. a. mit Rolf Oberliesen), national und international, versuchte er, die Entwicklung und Gestaltung eines Museums mit einem öffentlichen Forum zu verbinden, wofür es bis dato in Beziehung auf bestehende moderne Technik- oder Betriebsmuseen weltweit keine Vorbilder gab.
Er übernahm es, die Gestaltung und Umsetzung dieser noch vagen Gründungsidee für ein Museum, bestehend aus vorhandenen technischen Artefakten (spezielle informations- und kommunikationstechnologische Sammlungen) mit einem offenen Forum zu verbinden. Er leitete engagiert und nachhaltig einen schwierigen konzeptionellen Abstimmungsprozess zwischen bisherigen Firmeninteressen und öffentlichen Vorstellungen und gesellschaftlichen Ansprüchen. Es gelang ihm mit einer Gruppe von Innenarchitekten, Designern und Multimedia-Programmierern die Verbindung von Technikmuseum und eines Forums in der Gestaltung von 60 identifizierten Ausstellungsbereichen.
Gemeinsam mit Ludwig Thürmer und Gerhard Diel konnte ein in sich schlüssiges Konzept für diese Präsentationen im Gebäude der früheren Nixdorf-Zentrale in Paderborn entwickelt werden. Dabei stand von Beginn an eine spezifische konzeptionelle Offenheit des Museums als Hintergrund für weiterführende Facherkundungen und aktuelle Fragestellungen des Forums im Fokus.
Ein offenes, nichtlineares Präsentationskonzept wurde realisiert, das sowohl das Vor- und Nacheinander als auch die Gleichzeitigkeit in konkreten historisch gesellschaftlichen Kontexten technologischer Entwicklung darbot, auch als Basis weiterführender aktueller Fragestellungen in einem interdisziplinären öffentlichen Forum. Hier entstand in einer „Dramaturgie der Räumlichkeit“ ein „erlebbares Museum“ mit „zeitgenössischen Umfeld“ perspektivisch integriert über „Zeitstationen“ und einer „kulturhistorischer Panoramawand“. Das erschien auch ein spezifischer Beitrag zu einer sozial und ökologisch verträglichen Technikgestaltung im Rahmen öffentlicher technologiepolitischer Dialoge über die Zukunft der Industriegesellschaften. Die Präsentationen, gestaltet über zwei Geschosse, genügte in einem anerkannten Maß einem hohen Qualitätsanspruch von Inhaltlichkeit und Funktionalität.
Noch vor der Eröffnung des MuseumsForums durch den damaligen Bundeskanzler Helmut Kohl am 24. Oktober 1996 erfolgte von der bisherigen Trägergesellschaft der Stiftung Westfalen die Umbenennung des Computermuseums in „HNF Heinz Nixdorf MuseumsForum GmbH“ (1995) auch als konsequente Bestätigung des von Ryska u. a. bisher verfolgten interdisziplinären Integrationskonzepts von Technikpräsenz und auf Dialog angelegtem Forum. Es erfolgte die Bestellung Ryskas zum Geschäftsführer des HNF (1996–2013), wo er entschieden das bisherige Entwicklungskonzept entscheidend vorantreiben und die Themenbereiche ausbauen konnte.

## Werke
- Kryptographische Verfahren in der Datenverarbeitung. Springer-Verlag, Berlin 1980, gemeinsam mit Siegfried Herda, ISBN 978-3-540-09900-0.
- Nixdorf Technologie-Broschüren für CeBIT. Eigenverlag, Paderborn 1981-1989.
- PapierKunst - 365 × im HNF: Objekte von Dorothea Reese-Heim. W.V. Westfalia Druck GmbH, Paderborn 2002, ISBN 978-3-9805757-3-7.
- Heinz Nixdorf. Lebensbilder 1925 – 1986. Merkur Druck, Detmold 2007, gemeinsam mit Margret Schwarte-Amedick.
- Kurze Geschichte der Informatik, Friedrich L. Bauer (mit redaktioneller Unterstützung von Norbert Ryska). Wilhelm Fink Verlag, München 2007, 2. Auflage: Wilhelm Fink Verlag, München 2009, ISBN 978-3-7705-4379-3.
- Origins and Foundations of Computinig, Friedrich L. Bauer (with editorial assistance by Norbert Ryska). Springer Verlag, München 2010, ISBN 978-3-642-02992-9.
- Weltgeschichte der Kryptologie. Daten-CD des HNF Heinz Nixdorf Museumsforum, Paderborn 2015.

## Weitere Veröffentlichungen
- Norbert Ryska: Möglichkeiten der Datenverschlüsselung bei Geldausgabe-Automaten: Hast du was - weißt du was - kriegst du was. Zeitungsartikel Computerwoche, 31. Oktober 1980.
- Norbert Ryska, Jochen Viehoff: Codes und Clowns. Claude Shannon - Jongleur der Wissenschaft. Zeitschrift Mitteilungen der Deutschen Mathematiker-Vereinigung (MDMV) 17, S236–238, 2009.
- Norbert Ryska: Kalender für das Klever Land auf das Jahr 2011. Geschichte: "Berühmter Rechenmaschinenerfinder stammte aus Kleve" - Johann Helfrich von Müller. Boss-Verlag, Kleve 2010, ISBN 978-3-89413-011-4.
- William Aspray, Len Shustek, Norbert Ryska: Computer museum series - Great computing museums of the world, part one. Communications of the ACM (CACM) 53(1): S43-46, 2010.
- Rainer Glaschick, Norbert Ryska: Alan Turing und Deutschland: Berührungspunkte. Informatik Spektrum 35(4): S295-300, 2012.
- Norbert Ryska, Jochen Viehoff: The Heinz Nixdorf Museums Forum, Central Venue for the "History of Computing". HC, London 2013: S47-52.
- Norbert Ryska: Kalender für das Klever Land auf das Jahr 2021. Geschichte: "Knickebein-Leitstrahlen für die Luftschlacht um England kamen aus Kleve". Aschendorff Verlag, Münster  2020, ISBN 978-3-402-22436-6.